# José Maria Gironella
José Maria Gironella Pous (Darnius, 31 dicembre 1917 – Arenys de Mar, 3 gennaio 2003) è stato uno scrittore e poeta spagnolo.
Pur avendo egli vissuto in Catalogna, tutta la sua opera è scritta in lingua castigliana, che durante il franchismo era la lingua ufficiale di tutta la Spagna.

## La vita
José Maria Gironella nacque in una famiglia modesta. Il padre era di Madrid, politicamente vicino al socialismo. Mentre la madre era basca e al contrario del marito era una fervente cattolica, al limite del fanatismo.
Dall'età di dieci anni frequentò un seminario fino ai dodici anni. In seguito fece molti mestieri: commesso in un negozio di drogheria, operaio e impiegato di banca. Durante il periodo Seconda repubblica spagnola, Gironella fu indotto a partire per la Francia, a causa dei tumulti che investirono tutta la Catalogna all'inizio degli anni trenta del XX secolo.
Gerona, in quel periodo, era dilaniata dalle lotte intestine che seguirono il periodo della presa di potere dei socialisti.ai quali s'opposero i neonati falangisti di José Antonio Primo de Rivera. 
All'inizio della Guerra civile spagnola Gironella rientrò in Spagna a San Sebastián per arruolarsi volontario sotto le file nazionaliste di Francisco Franco.
Fu mandato con un corpo di sciatori a presidiare i Pirenei aragonesi. Come molti altri spagnoli Gironella rimase segnato dalla guerra civile. Infatti la sua opera di maggior successo fu una trilogia ambientata durante la guerra, vista dalla parte dei nazionalisti.
Nel 1946 sposò Maddalena Castañer, e pubblicò il suo primo libro di poesie, Ha llegado el invierno y tú no estás aquí il primo di una lunga serie di romanzi che lo imporrà come uno dei più importanti scrittori del periodo franchista.

## L'opera
L'amore per la letteratura nacque dopo la lettura della Storia di Cristo di Giovanni Papini. Il libro dove lo scrittore fiorentino annunciava la sua conversione al cattolicesimo. Papini dopo anni turbolenti tra i maggiori intellettuali del periodo, gli anni del futurismo a cui aderì, iniziò un percorso personale ma che trovò risonanza nei suoi ultimi scritti.
Gironella ne fu affascinato e iniziò un suo percorso che lo portò, nel 1946, a pubblicare prima un libro di poesie: Ha llegado el invierno y tu no estas aqui (È tornato l'inverno e tu non sei qui). E in seguito, sempre nel 1946, il suo primo romanzo: Un hombre (Un uomo).
Gironella, nel suo esordio fu fortunato perché vinse il prestigioso Premio Nadal. Dopo La marea il suo secondo romanzo, del 1948 iniziò, nel 1953 la sua opera maggiore: la trilogia della famiglia Alvéar.

### La trilogia degli Alvéar
La prima parte della trilogia fu anche il suo libro più venduto in assoluto: Los cipreses creen en Dios. Questo libro ebbe un grande successo, tale da essere stato considerato il primo best seller della letteratura della Spagna moderna.
L'avvenire del libro non fu inizialmente promettente dato che non passò la censura franchista.
Anche se si trattava di un romanzo di chiara appartenenza nazionalista, tutto ciò che era stato scritto sul periodo della guerra civile, era sospetto per il regime la cui censura bloccava spesso scritti di questa natura. Ciò che poteva sembrare la morte del romanzo, fu invece la sua fortuna.
Infatti fu in un primo tempo pubblicato in Francia.
Oltre il fascino della storia, la fascetta con la scritta Censurato in Spagna probabilmente aveva incrementato la curiosità e le vendite.
Essendosi accorte dell'errore di tattica, le autorità del regime sbloccarono la censura e il libro ebbe altrettanta fortuna in patria.
In Italia questo romanzo è, ad oggi, l'unica opera di Gironella tradotta e stampata. Infatti nel 1959 uscì in Italia per l'editore Longanesi con il titolo I cipressi credono in Dio.
La storia raccontata nell'opera è quella della famiglia Alvéar e il suo passaggio attraverso il periodo della seconda repubblica dal 1931 all'inizio della guerra civile nel 1936.
Il protagonista del romanzo Ignacio Alvéar ha molti punti di contatto con l'adolescenza dello scrittore. L'ambientazione catalana, a Girona, il padre del protagonista è un madrileno e la madre basca e ultracattolica.
Ignacio fa un suo percorso personale che diventa anche politico. Descrive nel dettaglio le varie fasi della crescita politica del protagonista.
Le varie fasi del racconto sono il microcosmo delle fasi politiche della Spagna, in particolare della Catalogna.
La prima fase è quella socialista. Ignacio in questa fase aderisce all'idea paterna di una Spagna repubblicana e di sinistra. La seconda fase è quella anarchica, dove lo trascina il cugino madrileno che abbraccia la lotta libertaria.
Infine, trascinato dalla sorella, diventa falangista. Non dopo di aver subito il fascino dell'ideale comunista incontrato nel posto di lavoro nella figura di un impiegato di banca di cui sente la potenza ideologica e organizzativa.
Il franchismo tollerava poco la neutralità che compare nella storia degli Alvéar. Nonostante l'appartenenza alla destra franchista, la dettagliata descrizione dell'evoluzione del personaggio attraverso le ideologie continuò a rimanere sospetto nonostante la scomparsa di queste dopo la guerra civile. Scomparse ma non certo completamente represse.
Sulla scia del grande successo di questo primo libro, la saga degli Alvéar, continua nel 1961 con la pubblicazione di Un millón de muertos(Un milione di morti). Il seguito dell'epopea ci porta nel pieno della guerra civile. Gli Alvéar, come tutti gli spagnoli del periodo non passano indenni dal bagno di sangue, dalla tragedia di un popolo diviso.
L'ultima parte Ha estallado la paz (È scoppiata la pace) del 1966 è il ritorno della Spagna alle antiche tradizioni e alla pace imposta dai vinti agli sconfitti. Il libro è blandamente trionfalistico, ma con una vena intimistica e psicologica molto più sviluppata.
Dopo un ventennio, nel 1986, Gironella pubblicò un'ulteriore parte dell'epopea familiare degli Alvéar, che da trilogia si trasformò in tetralogia: Los hombres lloran solos (Gli uomini piangono da soli). L'autore decise di continuare, con questo libro, la storia della famiglia fino alla fine del regime, nel 1975 con la morte di Francisco Franco.
L'autore, in un'intervista del 1994, prometteva una quinta e una sesta parte dell'epopea, che non ebbe il tempo di scrivere.
L'intera trilogia ebbe un gran numero di copie vendute. Si crede che ne siano state più di sei milioni. In Spagna preceduto solo dalla Bibbia e il Don Chisciotte di Cervantes.

### Altre opere
Gironella fu un autore prolifico, scrisse fino al 2003 l'anno della sua morte. Patì dopo la fine del regime una certa rimozione, visti i contenuti franchisti di gran parte della sua opera. Rimane, insieme a Camilo José Cela lo scrittore più importante del periodo degli anni cinquanta-sessanta in Spagna.
Le altre opere di successo sono molte ma non si devono dimenticare: Condenados a vivir del 1971, vincitore del Premio Planeta, La duda inquietante del 1988, vincitore del Premio Ateneo di Siviglia, 100 españoles y Dios (1969) e molti altri.
José Maria Gironella morì di ictus all'età di 83 anni il 3 gennaio 2003.